# Luis Alfredo González
Luis Alfredo González (Puerto Tejada, Cauca, Colombia; 16 de enero de 1983) es un exfutbolista colombiano. Jugaba de mediocampista y su último equipo fue el Boyacá Chicó de Colombia.

## Clubes
| Club                  | País      | Año         |
| --------------------- | --------- | ----------- |
| América de Cali       | Colombia  | 2003 - 2005 |
| Trujillanos           | Venezuela | 2006        |
| Centauros             | Colombia  | 2007 - 2008 |
| Deportes Quindío      | Colombia  | 2009 - 2010 |
| Universitario Popayán | Colombia  | 2010 - 2012 |
| Deportes Quindío      | Colombia  | 2012 - 2015 |
| Boyacá Chicó          | Colombia  | 2016        |

- Datos: Q16300647